# Shunit Faragi
Shunit Hemed-Faragi (hebräisch שׁוּנִית חֶמֶד-פָרָגִּ׳י Schūnīt Chemed-Faraǧī; * 1987 in Qirjat Tivʿon) ist ein israelisches Model.

## Leben und Karriere
Faragi wurde in Qirjat Tivʿon geboren. Ihr Vater ist Segellehrer, ihre Mutter betreibt einen Fitness- und Bodybuilding-Salon. 2008 belegte sie den zweiten Platz bei der Wahl zur Miss Israel. Anschließend vertrat sie Israel bei der Wahl zur Miss Universe 2008. Sie arbeitete für verschiedene israelische Marken wie Golbary, Honigman, Femina, Crazy Line und Bonita de Mas. 
Darüber hinaus lief sie auf internationalen Laufstegen, darunter die Paris Fashion Week, und zierte das Cover des Jediʿot Acharonot-Magazins Modern Times.
Faragi ist mit dem israelischen Fußballspieler Tomer Hemed verheiratet. Das Paar hat fünf Kinder.